# 河西健司
河西 健司 （かさい けんじ、旧芸名；河西 健二、1949年11月27日 - ）は、日本の俳優。
長野県諏訪市出身、エム・アール所属。長野県諏訪清陵高等学校卒業、中央大学文学部中退。

## 略歴
高校時代の先輩が出演した『炎の人』の舞台を観て感動し、演劇に興味を抱く。
大学生時代はちょうど大学紛争の真っ只中で、専ら所属していた演劇研究会で芝居ばかりの日々を送っていた。自身もデモに参加したこともあり、大学を三年で除籍になる。
その後、自由劇場に参加。仲間同士で劇団を作って活動するなどしていた。
友人を通じて深水三章と知り合い、ミスタースリムカンパニーに所属。
1987年、同劇団出身の中西良太とコットンクラブプロデュースを結成。

## 人物
趣味は読書。特技は乗馬、スキー、スケート。
身長175cm、体重58kg。

## 出演

### テレビドラマ

#### NHK
- 立花登 青春手控え（1982年）
- 腕におぼえあり2（1992年） - 乞食
- 清左衛門残日録（1993年） - 黒田欣之助 役
- 新宿鮫シリーズ（1995年） - 筈野浩 役
- 大河ドラマ
  - 独眼竜政宗（1987年） - 羽田右馬助 役
  - 太平記（1991年） - 大仏高直 役
  - 琉球の風（1993年） - 茶屋四郎次郎清忠 役
  - 徳川慶喜（1998年） - 井上清直 役
  - 風林火山（2007年） - 河原隆正 役
- 連続テレビ小説
  - かりん（1993年） - 川原清三 役
  - ひまわり（1996年） - 玉置松男 役
  - さくら（2002年） - 沼田健一 役
  - 純情きらり（2006年） - 木下
- 茂七の事件簿 ふしぎ草紙（2001年） - 権三 役
- ねばる女（2004年） - 久保辰雄 役
- 大友宗麟〜心の王国を求めて（2004年） - 服部右京亮 役
- 土曜ドラマ
  - 人生はフルコース（2006年）
  - トップセールス（2008年） - デモ隊代表
  - 監査法人（2008年） - 井上課長 役
- 陽炎の辻〜居眠り磐音 江戸双紙〜（2007 - 2009年） - 鉄五郎 役
- 感染爆発〜パンデミック・フルー（2008年） - 津山慎次 役
- 妻たちの新幹線（2014年） - 水澤益男 役
- 未解決事件 file.04 オウム真理教 地下鉄サリン事件（2015年） - 國松孝次 役
- 伝七捕物帳（2017年） - 立花屋外茂兵衛 役

#### 日本テレビ
- 太陽にほえろ!
  - 第358話「愛の暴走」（1979年） - 杉浦直人 役
- 天まであがれ!（1983年） - 西本猛 役
- 風の中のあいつ（1984年）
- のン姉ちゃん・200W（1985年） - 柳沢信好 役
- あぶない刑事 第1話「暴走」（1986年） - 吉野久（岩田一男） 役
- 火曜サスペンス劇場
  - 「フルムーン旅情ミステリー」（1989年）
  - 「追跡」（1998 - 1999年） - 浜松武司 役
  - 「軽井沢ミステリー」（2001 - 2005年） - 田代信一 役
  - 「地方記者・立花陽介19」（2002年） - 芳本啓介 役
- あんちゃん（1982 - 1983年） - 杉山米夫 役
- 銭形平次 第9話「お藤、謎を解く」（1987年） - 浩次郎 役
- 女たちの百万石（1988年） - 中川光重 役
- 勝海舟 (1990年のテレビドラマ)（1990年） - 澤太郎左衛門 役
- 検事・若浦葉子 第1話「心の扉を開ける鍵・時効不成立! 母子の歪んだ絆が生む幼児殺害事件」（1991年）
- 刑事貴族3 第1話「9人の優しい日本人」（1992年4月17日）
- 外科医有森冴子（1992年）
- ジェラシー（1993年）
- 出逢った頃の君でいて（1994年） - 村山徹 役
- 江戸の用心棒 第1シリーズ（1995年） - 大村雨月 役
- ザ・シェフ（1995年）
- 奇跡のロマンス（1996年）
- さむらい探偵事件簿 第8話「私は一番不幸な女」（1997年1月21日）
- お熱いのがお好き?（1998年）
- 天使が消えた街（2000年）
- FACE〜見知らぬ恋人〜（2001年）
- 父さんの夏祭り（2002年）
- anego[アネゴ] 第1話・第8話（2005年） - 会社員 役
- ユウキ（2006年） - 三田高司 役
- ハチ公物語（2006年） - 芹沢教授 役
- 有閑倶楽部（2007年） - 吉乃川あゆみの父 役
- 貧乏男子 ボンビーメン（2008年） - 鈴木さん 役
- ホカベン（2008年） - 河合照夫 役
- みゅうの足パパにあげる（2008年） - 山口康之 役
- 赤鼻のセンセイ（2009年） - 田代校長 役
- 高校生レストラン（2011年） - 佐藤圭作 役
- 雲の階段（2013年） - 森本巡査 役
- 佐武と市捕物控（2016年） - 丹波屋周五郎 役
- 美食探偵 明智五郎（2020年） - ホテル支配人
- 逃亡医F （2022年） - 叔父 役

#### TBS
- 俺たちルーキーコップ 第8話「大悲恋」（1992年） - 佐伯ノブオ
- ぐっどあふたぬ〜ん（1997年）
- ウルトラマンガイア（1998年） - 矢淵博士
- 水戸黄門
  - 第38部 第11話「にわか侍一直線! -郡上八幡-」 （2008年） - 鳴海屋
  - 第43部 第19話「難問ぞろいの算術対決 -前橋-」 （2011年） - 井崎源斎
- 再婚一直線!（2008年）
- いぬのおまわりさん（2010年） - 大久保一幸
- 月曜ドラマスペシャル→月曜ミステリー劇場→月曜ゴールデン→月曜名作劇場
  - 浅見光彦シリーズ
    - 浅見光彦シリーズ2「天城峠殺人事件」（1994年11月7日） - 藤田マネージャー
    - 浅見光彦シリーズ26「津和野殺人事件」（2008年9月29日） - 神津洋二

  - 税務調査官・窓際太郎の事件簿
    - 税務調査官・窓際太郎の事件簿5（2000年7月3日） - 佐々木繁
    - 税務調査官・窓際太郎の事件簿20（2010年3月22日） - 金城和夫

  - 逆転の夏（2001年9月3日） - 佐賀透
  - ざこ検事 潮貞志の事件簿1（2002年12月2日） - 渡辺祐治
  - 陰の季節5「事故」（2003年3月17日） - 坂庭昭一
  - 探偵 左文字進8「鶴富姫伝説」（2003年9月29日） - 記者
  - 自治会長 糸井緋芽子 社宅の事件簿6（2005年7月11日） - 米田敏文
  - 世直し公務員ザ・公証人7（2008年4月28日） - 鈴木茂
  - 狩矢警部シリーズ（2009年 - ） - 鶴見佑次郎
  - 十津川警部シリーズ53「伊豆・踊り子号殺人ルート〜消えた一億円の謎〜」（2014年10月20日） - 小野徳治
  - 湯けむりバスツアー 桜庭さやかの事件簿7（2016年5月23日） - 塚田康一郎

#### フジテレビ
- 暴れ九庵（1984年） - 清吉
- 愛という名のもとに（1992年）
- 勝利の女神（1996年）
- 雲霧仁左衛門 (1995年のテレビドラマ)（1996年） - 仙之助 役
- 踊る大捜査線（1997年） - 多田野刑事部長 役
- タブロイド 第7話（1998年）
- 彼女たちの時代（1999年）
- 青に恋して! 〜サッカー通と4人の美女の物語〜（2002年）
- ホーム&アウェイ（2002年）
- 離婚弁護士（2004年） - 古川室長 役
- 世にも奇妙な物語
- 金曜エンタテイメント
  - 「夏樹静子ミステリー アリバイの彼方に4」（2005年） - 吉岡昭弘 役
- 金曜プレステージ
  - 「名司会者・寿鶴子 殺人スピーチ」（2007年） - 原田正和 役
  - 「女検視官・江夏冬子2」（2013年） - 八木真治 役

#### テレビ朝日
- 西部警察
  - 第82話「ろくでなしの詩」（1981年） - 吾郎の舎弟・明夫
  - 第125話「約束の報酬」（1982年） - 藤城薫 役
- 西部警察 PART-III
  - 第38話「長さんと泥棒」（1984年） - 野呂明 役
- ただいま絶好調! 第20話「コンサート・イン・博多」（1985年）
- 私鉄沿線97分署 第51話「もぐって調べて日替りメニュー!?」（1985年） - 湯原みのる 役
- ザ・ハングマンV 第6話「愛妻家ボクサーが保険金にKOされる!」（1986年） - 水谷
- 必殺仕事人V・風雲竜虎編（1987年） - 石川仁平 役
- さすらい刑事旅情編II 第18話「殺意の伝言ダイヤル・女子大生の完全犯罪」（1990年）
- 七人の女弁護士 第1シリーズ 第2話「美人スチュワーデス殺人! 覗かれた危険な密会」（1991年）
- 真夏の刑事（1992年）
- 大空港'92（1992年） - 桜井博司 役
- はぐれ刑事純情派
  - （1992年） - 坂本英治 役
  - （1999年） - 飯島祐輔 役
  - （2001年） - 望月恒夫 役
  - （2003年） - 芦原英男 役
- ツインズ教師（1993年）
- はみだし刑事情熱系
  -     - PART1 第11話「逆転トリックの女」（1997年1月8日） - 川村慎二 役
    - PART6 第7話「兵吾出廷す!? 引き裂かれた元夫婦の絆…」（2001年11月14日） - 池内参事官 役
- 名探偵保健室のオバさん（1997年） - 前田耕次郎 役
- 幻想ミッドナイト 第8話「四〇九号室の患者」（1997年） - 刑事
- 京都迷宮案内 第3シリーズ（2001年） - 川端支局長 役
- 松本清張没後10年記念・張込み（2002年） - 捜査係長
- 相棒
  - Season3 第8話 「誘拐協奏曲」（2004年12月15日） - 本間実男 役
  - Season4 第14話 「アゲハ蝶」（2006年1月25日） - 小松原靖之 役
  - Season18 第7話 「ご縁」（2019年11月27日） - 秋山耕平 役
- 警視庁捜査一課9係
  - season1 第1話「偽証の連鎖」（2006年4月19日） - 武藤明弘 役
  - season12 第4話「ねらわれた監察医」（2017年5月3日） - 古川和夫 役
- 新・科捜研の女3 第2話「捜査日誌の罠！覆面パトカー空白の30分」（2006年7月13日） - 中津川幹夫

役
- 遠山の金さん 第4話「身代わり殺人の罠と情婦の涙!! 用心棒になった金さん!?」（2007年2月6日） - 弥助
- 特命係長 只野仁（3rdシーズン）（2007年） - 前川
- 生きる（2007年） - 公園課長
- 松本清張 点と線（2007年）
- その男、副署長〜京都河原町署事件ファイル〜（2008年） - 竹内友則 役
- 臨場 第一章 第3話「真夜中の調書」（2009年4月29日） - 深見忠明 役
- 名探偵の掟 第八章「花のOL湯けむり温泉殺人事件」（2009年6月5日） - 松岡刑事 役
- 遺留捜査
  - 第1シーズン 第7話「すべて他人のもの」（2011年5月25日） - 坂上啓輔 役
  - 第4シーズン 第5話「鬼と呼ばれた女の涙 20億の森に眠る秘密」（2017年8月10日） - 小澤康夫 役
- 砂の器（2011年） - 吉田技官 役
- おみやさん（2012年） - 大岩豊 役
- 最も遠い銀河（2013年） - 河野支配人 役
- 松本清張 黒い福音〜国際線スチュワーデス殺人事件〜（2014年）
- そして誰もいなくなった（2017年） - 新城岳志 役
- 鬼畜 (松本清張)（2017年） - 龍村刑事 役
- 越路吹雪物語（2018年） - 内田信人 役
- 緊急取調室 3rd SEASON 第5話「私が隠しました」（2019年5月9日） - 山下忠彦 役
- 土曜ワイド劇場
  - 同居人カップルの殺人推理旅行2（1995年3月11日） - 広瀬和臣 役
  - 終着駅シリーズ7「街」（1997年3月22日） - 三田刑事 役
  - タクシードライバーの推理日誌
    - タクシードライバーの推理日誌16（2002年7月6日） - 三田検事 役
    - タクシードライバーの推理日誌26（2010年1月23日） - 朝倉洋助 役
    - タクシードライバーの推理日誌39（2016年3月26日） - 藤山次郎 役

  - 炎の警備隊長・五十嵐杜夫1（2003年8月16日） - 永山刑事 役
  - 西村京太郎トラベルミステリー38「オリエント急行殺人事件」（2003年1月4日） - 山田刑事 役
  - 神父・草場一平の推理1（2004年6月5日） - 大社睦雄 役
  - 検事・朝日奈耀子
    - 検事・朝日奈耀子4（2006年1月14日） - 筒井誠 役
    - 検事・朝日奈耀子8（2009年10月31日） - 寺尾洋介 役
    - 検事・朝日奈耀子15（2014年5月24日） - 滝口信夫 役

- 狩矢父娘シリーズ7「京都花の艶殺人事件」（2006年4月8日） - 高岡康祐 役
  - 隠蔽捜査2〜果断〜（2008年10月4日） - 大島茂夫 役
  - デパート仕掛け人!天王寺珠美の殺人推理
    - デパート仕掛け人!天王寺珠美の殺人推理3（2009年10月17日） - 黒田刑事 役
    - デパート仕掛け人!天王寺珠美の殺人推理4（2010年10月16日） - 加納刑事 役

  - 100の資格を持つ女3〜ふたりのバツイチ殺人捜査〜（2010年3月20日） - 早川吾郎 役
  - 温泉 (秘) 大作戦12（2013年1月12日） - 内藤貢 役
  - ヤメ検の女4（2013年12月21日） - 小野口管理官 役
  - 監察官・羽生宗一2（2014年11月1日） - 大久保副署長 役
  - 温泉 (秘) 大作戦18（2016年） -  横井亮介 役
- 日曜プライム
  - CHIEF〜警視庁IR分析室〜（2018年） - 山崎誠 役

#### テレビ東京
- 事件・市民の判決（1996年）
- 女と愛とミステリー
  - 嘱託刑事・小山田昭平「旅路の果て」（2001年） - 有賀孝久 役
  - 「犯罪交渉人ゆり子2」（2002年） - 児玉節郎 役
  - 「警視庁心理分析捜査官・崎山知子2」（2004年） - 友部捜査一課長 役
- 水曜ミステリー9
  - 「農家の嫁は弁護士!神谷純子のふるさと事件簿」（2006年） - 三島真人 役
  - 「さすらい署長 風間昭平」（2007年） - 志村副署長 役
  - 「捜査検事・近松茂道9」（2010年） - 上脇弁護士 役
  - 「刑事吉永誠一 涙の事件簿」（2012 - 2016年） - 牧村仁 役
  - 「みちのく麺食い記者 宮沢賢一郎1」（2012年） - 前田耕二 役
- 幻十郎必殺剣（2008年） - 後藤庄三郎 役
- 山本周五郎人情時代劇（2015年） - 宗次 役
- 男と女のミステリー時代劇（2016年） - 金助 役
- 望郷（2016年） - 渚社長 役
- 記憶捜査〜新宿東署事件ファイル〜（2019年） - 牧野茂 役
- 駐在刑事 Season3 第5話（2022年） - 奥田寿一 役
- 月曜プレミア8 「内田康夫サスペンス 浅見光彦 軽井沢殺人事件」（2022年） - 荒木隆泰 役

### ラジオドラマ
- FMシアター（NHK-FM）
  - 『リーチ』（2024年12月7日）[3]

### 映画
- 女高生 天使のはらわた（1978年） - 梶間
- 冒険者カミカゼ -ADVENTURER KAMIKAZE- （1981年、東映） - サブ
- ええじゃないか（1981年） - カルワザ
- 悪魔の部屋（1982年） - 中戸川洋介
- ミンボーの女（1992年） - 警察課長
- 誘拐（1997年）
- 踊る大捜査線 THE MOVIE（1998年） - 多田野刑事部長
- 踊る大捜査線 THE MOVIE 2 レインボーブリッジを封鎖せよ!（2003年）
- 容疑者 室井慎次（2005年）
- キリマンジャロは遠く（2016年）

### オリジナルビデオ
- ONE ROUND JACK〜僕をさがして〜（1989年） - マネージャー
- 悪人専用（1990年）
- ウルトラセブン1999最終章6部作 第5話「模造された男」（1999年） - カネミツ・ユタカ

### 舞台
- 劇団きみにほ 旗揚げ公演、第一回プロデュース作品「鉄道員 ぽっぽや」（2013年2月7日 - 10日、日本橋公会堂）

### CM
- サントリー
- ダスキン